# Fear and Loathing in Las Vegas
Fear and Loathing in Las Vegas: A Savage Journey to the Heart of the American Dream (tựa tiếng Việt: Thác loạn tại Las Vegas: Chuyến đi kinh hoàng vào lòng Giấc mơ Mỹ) là một tiểu thuyết của Hunter S. Thompson, minh họa bởi Ralph Steadman. Đây là một roman à clef. Câu chuyện theo chân nhân vật chính, Raoul Duke, và luật sư của ông ta, tiến sĩ Gonzo, khi họ đi tới Las Vegas để theo đuổi Giấc mơ Mỹ cùng việc sử dụng ma túy. Đây là tác phẩm nổi tiếng nhất của Thompsom, nó mô tả rõ ràng việc sử dụng ma túy bất hợp pháp, và sự hoài niệm về nền văn hóa thập niên 1960. Nó cũng đã giúp phổ biến phong cách trộn lẫn giữa thực và hư mang nặng tính chủ quan của Thompson thành thứ về sau được gọi là báo chí gonzo (gonzo journalism). Tiểu thuyết này xuất hiện lần đầu trên tạp chí Rolling Stone năm 1971, và được phát hành thành sách năm 1972, và sau đó được chuyển thể thành phim năm 1998 bởi Terry Gilliam, với Johnny Depp và Benicio del Toro lần lượt thủ vai Raoul Duke và tiến sĩ Gonzo.